# 東洋大学の人物一覧
東洋大学の人物一覧（とうようだいがくのじんぶついちらん）は、東洋大学に関係する人物の一覧記事。

## 歴代学長（館主）

### 哲学館館主
- 井上円了（創立者。1887年9月 - ）

### 哲学館館主代理
- 棚橋一郎（1888年6月 - 1889年6月、現在の郁文館中学校・高等学校、芝国際中学校・高等学校創設者）

### 哲学館大学学長（専門学校令による設置）
- 井上円了（初代。1904年4月 - 1906年1月）
- 前田慧雲（2代。1906年2月 - ）

### 私立東洋大学学長（校名改称・1906年6月）
- 前田慧雲（2代。 - 1914年7月）
- 大内青巒（3代。1914年7月 - 1918年6月）
- 境野哲（4代。1918年6月 - ）

### 東洋大学学長（校名改称・1920年3月）
- 境野哲（4代。 - 1923年6月）
- 岡田良平（5代。1923年8月 - 1924年6月）
- 中島徳蔵（6代。1926年2月 - 1928年3月）
- 中島徳蔵（7代。1929年9月 - 1931年7月）
- 高楠順次郎（8代。1931年7月 - 1934年7月、中央学院大学、武蔵野女子学院・武蔵野大学創設者）
- 藤村作（9代。1934年7月 - 1937年7月）
- 大倉邦彦（10代。1937年7月 - 1940年6月、大倉精神文化研究所創設者）
- 大倉邦彦（11代。1940年7月 - 1943年6月）
- 高嶋米峰（12代。1943年7月 - 1944年11月）
- 高島平三郎（13代。1944年11月 - 1945年7月）
- 橋本増吉（14代。1945年7月 - 1946年5月）
- 加藤虎之亮（16代。1948年3月 - ）

### 東洋大学学長（新制大学へ移行・1949年4月）
- 加藤虎之亮（16代。 - 1949年9月）
- 加藤精神（18代。1952年5月 - 1955年11月）
- 加藤精神（19代。1955年11月 - 1956年10月）
- 佐久間鼎（22代。1960年9月 - 1964年6月）
- 矢野禾積（23代。1964年6月 - 1967年6月）
- 矢野禾積（24代。1967年6月 - 1967年12月）
- 磯村英一（26代。1969年6月 - 1972年5月）
- 堀秀彦（27代。1972年7月 - 1973年8月）
- 堀秀彦（28代。1973年8月 - 1974年7月）
- 磯村英一（29代。1975年5月 - 1976年9月）
- 磯村英一（30代。1976年9月 - 1979年9月）
- 磯村英一（31代。1979年9月 - 1982年9月）
- 神作光一（33代。1985年9月 - 1988年9月）
- 神作光一（34代。1988年9月 - 1991年9月）
- 菅沼晃（35代。1991年9月 - 1994年9月）
- 菅野卓雄（36代。1994年9月 - 1997年9月）
- 菅野卓雄（37代。1997年9月 - 2000年9月）
- 神田道子（38代。2000年9月 - 2003年9月）
- 竹村牧男（41代。2009年9月 - 2012年9月）
- 竹村牧男（42代。2012年9月 - 2015年9月）
- 竹村牧男（43代。2015年9月 - 2020年4月）

## 出身者（哲学館・哲学館大学時代）

### 仏教学者・宗教家
- 能海寛（哲学館に学ぶ。真宗大谷派の僧。チベット語大蔵経を求めて雲南省よりチベットへ消息を絶つ。）
- 河口慧海（哲学館に学ぶ。仏教学者、探検家、鎖国下チベットを探検し膨大なチベット語経典を日本に持ち帰った。）
- 高嶋米峰（哲学館に学ぶ。後に東洋大学学長。禁酒・禁煙・廃娼運動を展開。浄土真宗の僧籍を持つが、哲学館在学時代はユニテリアン教会へも通っていた。）
- 境野哲（哲学館に学ぶ。号は「黄洋」。後に東洋大学学長。中国仏教史の専門家として、曹洞宗大学（現在の駒澤大学）へも出講。）
- 菅舜英（僧侶、大正・昭和時代の社会主義者）
- 加藤精神（仏教学者。大正大学、東洋大学学長などを歴任）
- 鷲尾順敬（仏教史学者）
- 本多日生（宗教家、僧侶）
- 中山通幽（宗教家、福田海の開祖、関西哲学館創設）
- 渡辺玄宗（僧侶、總持寺独住17世貫首）
- 和田性海（僧侶、歌人、高野山真言宗管長、金剛峯寺座主、高野山大学学長）
- 竹中彰元（僧侶、二度哲学館に入学し、二度とも中退したが、1905年（明治38年）3月に井上円了によって第三回哲学館称号を授与され、卒業と同等の資格を認められた）

### 思想家・教育者・学者
- 阿部正己（歴史家）
- 村上専精（哲学館創立時の仏教論の講師。同時に、哲学館にて西欧哲学を学ぶ。東洋女子高等学校創設者。哲学者）
- 伊賀駒吉郎（甲陽学院中学校・高等学校創立者、大阪府立島之内高等女学校（現・大阪府立夕陽丘高等学校）初代校長、樟蔭東高等女学校校長、関西教育界の第一人者）
- 岡部峯吉（教育者）
- 佐藤在寛（ろう教育者、社会教育者）
- 西山哲治（教育者）
- 陳望道（言語学者、修辞学者、『共産党宣言』を中国語に翻訳した人物）
- 冨田斅純（大正大学教授、感応幼稚園（現・宝仙学園幼稚園）、中野高等女学校（現・宝仙学園中学校・高等学校）創立者、宝仙学園短期大学（現・こども教育宝仙大学）学長、真言宗豊山派管長）
- 中村宝水（漢学者）
- 金凡父（大韓民国の漢学者、哲学者）

### 文人
- 林古渓（詩人、作詞家、立正大学教授）
- 葛西善蔵（第二科普通講習科除籍、小説家）
- 正富汪洋（詩人・歌人）
- 比田井天来（書道家、「現代書道の父」）
- 喜谷六花（俳人）
- 新免一五坊（俳人）

### 政治家
- 安藤正純（元国務大臣・文部大臣）
- 田中善立（立憲政友会、元衆議院議員、僧侶）
- 佐藤信古（立憲政友会、元衆議院議員、貴族院多額納税者議員）
- 江羅直三郎（立憲政友会、元衆議院議員、京都府会議長）
- 吉良元夫（立憲政友会、元衆議院議員）
- 中川観秀（立憲民政党、元衆議院議員）
- 税所篤秀（元貴族院議員、子爵）
- 張東蓀（中華民国・中華人民共和国の政治家、ジャーナリスト、哲学者）

### その他
- 佐々木喜善（哲学館に学ぶ。その後、早稲田大学に転学。民俗学者。柳田國男が書き上げた遠野物語の口承者、民俗学の原点。柳田國男の門下として東洋大学出身の瀬川清子、関敬吾を輩出した。）
- 佐藤義亮（出版業者、新潮社創業者）
- 塙泉嶺（宗教新聞社・政教新聞社主幹、郷土史家）
- 松井庄五郎（融和運動家、大和同志会会長）

## 出身者（東洋大学時代）

### 政治

#### 国会議員
- 中垣國男（自由民主党、元衆議院議員、元法務大臣 / 中退）
- 小枝一雄（自由民主党、元衆議院議員、元参議院議員、元農林政務次官、元衆議院農林水産委員長、岡山県久米郡加美町長）
- 川野三暁（自由民主党、元参議院議員、元北海道開発政務次官）
- 木村太郎（自由民主党、元衆議院議員、元内閣総理大臣補佐官・防衛庁副長官）
- 長島忠美（自由民主党、元衆議院議員、元復興副大臣）
- 松本賢一（日本社会党、元参議院議員、元広島県呉市長）
- 長沢広明（公明党、元衆議院議員、元参議院議員、元復興副大臣）
- 国井淳一（無所属、元参議院議員、元産業新聞社副社長、元東洋大学理事長）
- 東徹（日本維新の会、参議院議員）

#### 地方議員
- 青木秋夫（元群馬県議会議員、元群馬県議会議長）
- 桜本広樹（山梨県議会議員、山梨県議会議長）
- 日域究（広島県大竹市議会議員）

#### 市町村長
- 神田孝次（元北海道北見市長）
- 横田耕一（元北海道稚内市長）
- 藤森睿（元青森県弘前市長）
- 小山田政弘（元鹿児島蒲生町長）
- 橋本喜一（元新潟県両津市長）
- 石見利勝（元兵庫県姫路市長）
- 中田丑五郎（元徳島県勝浦郡勝浦町長）
- 宮本勝彬（元熊本県水俣市長）
- 渋谷俊彦（元鹿児島県出水市長）
- 平尾道雄（滋賀県米原市長）
- 今榮敏彦（広島県竹原市長）
- 松本茂幸（佐賀県神埼市長）
- 結城裕（山形県尾花沢市長）
- 藤巻進（長野県軽井沢町長）
- 片山健也（北海道ニセコ町長）
- 瀬高哲雄（栃木県日光市長）
- 田久保眞紀（静岡県伊東市長）法学部除籍

#### 日本国外の政治家
- 張俊河（大韓民国の政治家、ジャーナリスト、独立運動家、社会運動家、実業家）
- 張都暎（大韓民国の政治家、国家再建最高会議議長、韓国陸軍参謀総長）
- 張坰淳（大韓民国の政治家、第6・7・8代国会副議長、元農林部長官）
- 許永鎬（大韓民国の政治家、独立運動家、社会運動家、東国大学（現・東国大学校）学長）
- 陳群（中華民国の政治家、中華民国維新政府、南京国民政府の首脳）

#### 琉球政府の政治家
- 与儀達敏（宮古民政府副知事、琉球政府行政副主席、立法院議長）

### 行政
- 佐伯紀男（法務省矯正局長、元法務省大臣官房審議官）
- 松本勝正（さいたま市副市長、元国土交通省国営明石海峡公園事務所長）
- 加藤さゆり（元長野県副知事、元消費者庁参事官、証券取引等監視委員会委員）
- 原島肇（元岐阜地方検察庁検事正、元広島高等検察庁次席検事、元法務省法務総合研究所広島支所長）

### 実業家
- 阿部博人（公共ファイナンス研究所社長、学校法人日美学園日本美容専門学校校長）
- 石黒靖規（DCMホールディングス社長）
- 石水勲（石屋製菓元社長）
- 伊東康孝（すかいらーく元社長、特別顧問）
- 植田哲也（横浜ビー・コルセアーズ社長）
- 江村林香（エアトランセ代表取締役、東洋大学短期大学卒業）
- 大出一博（SUNデザイン研究所創業者・会長、ファッションプロデューサー）
- 小野忠史（ガンバ大阪社長）
- 片桐孝憲（ピクシブ創業者・社長、DMM.com元社長）
- 金森努（金森マーケティング事務所社長、コンサルタント、ダイレクトマーケター）
- 窪田健一（大戸屋ホールディングス社長、大戸屋会長）
- 小林泰士（マーケットエンタープライズ創業者、代表取締役）
- 熊谷俊範（エイブルコーポレーション創業者、元社長）
- 篠塚孝哉（Loco Partners創業者）
- 鈴木貞一郎（アトックス創業者・元社長、ビル代行元社長）
- 鈴木洋（HOYA社長、ガラス産業連合会元副会長、日本取締役協会副会長）
- 鈴木誉志男（サザコーヒー創業者・会長）
- 高橋恭介（あしたのチーム創業者）
- 高橋豊（アニメイトホールディングス創業者・会長）
- 谷口好市（ラオックス元社長）
- 田丸寛仁（Spotech創業者、bubbles創業者）
- 中野邦人（あどばる・WineBank・アピシウス代表取締役社長）
- 蓮見敏男（ダイエー元社長、富士ソフト元副会長、マルエツ元副社長）
- 林郁（デジタルガレージ創業者・社長兼グループCEO、DGフィナンシャルテクノロジー会長、カカクコム会長）
- 細川昌俊（日ノ丸西濃運輸代表取締役）
- 本間明生（角川書店元代表取締役）
- 善井靖（うぶすな社長、内閣府地域活性化伝道師、クールジャパン地域プロデューサー）
- 及川厚博（M&Aクラウド代表取締役CEO、Forbes NEXT UNDER 30選出）
- 石水創（石屋製菓社長、サザエ食品社長、北海道コンサドーレ札幌社長）

### 研究
- 猪股ときわ（国文学者、東京都立大学教授）
- 今上益雄（法学者、弁護士、東洋大学名誉教授）
- 渡辺信英（法学者、東北福祉大学教授・学長補佐）
- 渡邊芳之（心理学者、帯広畜産大学教授）
- 関敬吾（民俗学者、文化人類学者、東洋大学教授、東京学芸大学教授を歴任）
- 渋沢敬三（民俗学者、財界人、東洋大学にて名誉文学博士号を取得）
- 宮本常一（民俗学者、東洋大学にて文学博士号を取得）
- 加藤秀俊（社会学者　東洋大学にて社会学博士号を取得）
- 清水浩昭（社会学者、国立社会保障・人口問題研究所研究評価委員長）
- 岸野文雄（経済学者、創価大学名誉教授）
- 小島大徳（経営学者、神奈川大学経営学部准教授）
- 佐々木博明（工学者、北海学園大学名誉教授）
- 島治伸（教育学者、徳島文理大学教授、日本育療学会副理事長）
- 鷲尾順敬（仏教史学者、駒澤大学教授）
- 神作光一（国文学者、現代学生百人一首事業創始者。東洋大学第33 - 34代学長）
- 菅沼晃（仏教学者、元東洋大学学長、東洋大学名誉教授）
- 西田谷洋（国文学者、富山大学教授）
- 秋庭太郎（日本演劇学者、日本大学教授）
- 篠崎由羅（思想・思想史研究家）
- 加瀬忠（元マドリッド日本人学校校長、元スペイン国立フェリペII世大学翻訳学部教授）
- 平野光雄（時計史研究家）
- 近藤恒次（郷土史家）
- 堀田秀吾（言語学者、明治大学教授）
- 細川重男（日本史学者）
- 小林秀年（法学者、東洋大学教授）
- 高木新二郎（弁護士、東洋大学にて法学博士号）
- 盛岡一夫（法学者、東洋大学名誉教授）
- 山田利明（道教学者、東洋大学教授）
- 森章司（仏教学者、東洋大学にて文学博士号、東洋大学名誉教授）
- 渡辺章悟（仏教学者、東洋大学にて文学博士号、東洋大学名誉教授）
- 柴田隆行（哲学者、東洋大学教授）
- 稲垣諭（哲学者、東洋大学にて文学博士号、自治医科大学教授）
- 奥田道大（社会学者、東洋大学にて社会学博士号、立教大学名誉教授）
- 市村宏（国文学者、東洋大学名誉教授）
- 伊東一夫（日本近代文学研究者、東洋大学名誉教授、江戸川女子短期大学教授）
- 原田健一（人文学者、新潟大学教授）
- 大谷栄一（宗教社会学者、佛教大学教授）
- 大谷まこと（社会福祉学者、福山平成大学福祉健康学部教授）
- 宮良高弘（民俗学者、札幌大学名誉教授）
- 斎藤秋男（中国思想学者、専修大学名誉教授）
- 高橋誠（教育学者、日本教育大学院大学名誉教授）
- 岡田明憲（宗教学者、マズダ・ヤスナの会代表）
- 田中智仁（社会学者、仙台大学体育学部准教授）
- 瀬川栄志（国語教育学者、中京女子大学名誉教授）
- 関修（現代思想学者）
- 大澤銀作（英文学者、大正大学名誉教授）
- 石名坂邦昭（経済学者、駒澤大学名誉教授）
- 竹谷長二郎（漢文学者）
- 渡辺素舟（工芸研究者、元多摩美術大学教授）
- 瀬川清子（民俗学者、元大妻女子大学教授）
- 岳野慶作（神学者、上智大学名誉教授）
- 高橋重宏（福祉学者、元日本社会事業大学教授、元日本社会事業大学学長）
- 平野かよ子（看護学者、元東北大学教授、長崎県立大学参与・特命教授）
- 藤野義雄（歌舞伎研究者、元金城学院大学教授、元中京大学教授、元御園座図書館長）
- 松本寿昭（社会福祉学者、大妻女子大学名誉教授）
- 福地一雄（経営学者、東北福祉大学名誉教授）
- 石井義長（歴史家、仏教文化研究所研究員）
- 牛山初男（日本語学者）
- 宇野脩平（歴史学者、元東京女子大学教授）
- 小俣喜久雄（近世芸能研究者、台湾大葉大学教授）
- 金井塚良一（考古学者、元埼玉県立さきたま資料館（現・埼玉県立さきたま史跡の博物館）・埼玉県立博物館館長）
- 河村次郎（哲学研究者）
- 北原由夫（日本文学研究者、江戸川短期大学名誉教授、元江戸川短期大学学長）
- 国崎望久太郎（日本文学研究者、元立命館大学名誉教授）
- 小泉苳三（国文学者、元立命館大学教授、元関西学院大学教授、元国立北京師範大学教授）
- 小林一郎（国文学者、東洋大学短期大学学長）
- 佐伯守（哲学者、元松山大学教授）
- 曽根勇二（歴史学者）
- 清水義和（演劇研究者、愛知学院大学名誉教授）
- 坪井健（社会学者、駒澤大学名誉教授）
- 塚本哲（社会福祉家、元佛教大学教授、元東北福祉大学教授）
- 高橋勇夫（仏教学者、大谷女子短期大学教授）
- 高田榮一（爬虫類研究者）
- 中瀬喜陽（郷土史家、南方熊楠研究家、元南方熊楠顕彰館館長）
- 永田義直（国文学者、民俗学者、翻訳家）
- 中村英三（社会福祉学者、長野大学教授、長野大学学長）
- 中本博皓（農業経済学者、大東文化大学名誉教授）
- 福田亮成（仏教学者、川崎大師教学研究所長、大正大学名誉教授）
- 二階堂善弘（中国文学者、関西大学教授）
- 割田剛雄（仏教研究者）
- 大賀哲（九州大学准教授・国際関係論）
- 三浦敏明（英文学者・英語学者、東洋大学名誉教授）
- 三村隆男（教育学者、早稲田大学教授、日本キャリア教育学会会長）
- 村松友次（国文学者、東洋大学短期大学学長、東洋大学短期大学名誉教授、放送大学客員教授）
- 八巻正治（社会福祉学者、尚絅学院大学元教授）
- 山本伸裕（倫理学者、仏教学者、東京医療保健大学准教授）
- 吉田幸一（国文学者、書誌学者、出版人、古典籍蒐集家、東洋大学名誉教授）
- 朴慶植（歴史研究者、元朝鮮大学校教員）
- 師茂樹（仏教学者、花園大学教授・情報システムセンター長）
- 小松茂美（古筆学者、美術史学者）
- 井上治代（社会学者、ノンフィクション作家、東洋大学ライフデザイン学部教授）
- 植木雅俊（仏教研究者、作家）
- 進藤英幸（中国文学者、元明治大学教授、元了徳寺大学教授）
- 是澤博昭（人形文化研究者、大妻女子大学教授）
- 和氣純子（社会福祉学者、東京都立大学教授、日本ソーシャルワーク教育学校連盟副会長、日本学術会議会員）
- 木村一（日本語学者、東洋大学文学部日本文学文化学科教授）
- 柴裕之（歴史学者、大河ドラマ「どうする家康」「豊臣兄弟!」で時代考証を担当）
- 渡辺静子（国文学者、俳人、大東文化大学名誉教授）

### 教育
- 波多野ミキ（教育者、カウンセラー、元女優、翻訳家）
- 八巻寛治（教育者、教育カウンセラー）

### 文学

#### 作家・小説家
- 木山捷平（小説家、詩人）
- 坂口安吾（小説家、随筆家）
- 久保喬（児童文学作家、中退）
- 長嶋有（小説家、詩人、随筆家、芥川賞受賞）
- 野溝七生子（小説家、元東洋大学教授）
- 秋竹サラダ（小説家、ホラー作家）
- 朝松健（小説家、怪奇小説家）
- 内田康夫（推理作家）
- 杉本捷雄（文筆家、陶芸研究者、兵庫県陶芸館副館長）
- 将吉（小説家）
- 鈴木善徳（小説家）
- 竹本健治（推理作家）
- 竹吉優輔（小説家、江戸川乱歩賞受賞）
- 張文環（小説家、文芸誌編集者）
- 鴇澤亜妃子（小説家）
- 那須田稔（児童文学作家）
- 野村美月（小説家）
- 福島次郎（小説家）
- 福本博文（ノンフィクション作家）
- 村咲数馬（小説家）
- 柚木真理（児童文学作家）
- 石川智健（小説家、第2回ゴールデン・エレファント賞大賞受賞）
- 梓澤要（小説家）
- 片野ゆか（ノンフィクション作家）
- 康熙奉（作家、「愛してるっ韓国ドラマ」編集長）
- 長尾剛（作家）
- 永岡慶之助（歴史小説作家）
- 花村奨（小説家、詩人）
- 西原康（児童文学作家）
- 津坂治男（伝記作家、詩人）
- 三角寛（小説家、東洋大学にて文学博士号）
- 桂鎔黙（小説家）
- 中島信子（児童文学作家、東洋大学短期大学部卒業）
- 光瀬龍（SF小説家 / 中退）
- 佐藤正明（ノンフィクション作家、大宅壮一ノンフィクション賞受賞）
- 方定煥（小説家）
- 滝沢志郎（小説家、松本清張賞受賞）
- 今井潤（小説家、随筆家、編集者、藍綬褒章受賞）
- 日野鏡子（小説家）

#### 詩人・歌人・俳人
- 山本和夫（詩人、児童文学作家）
- 小野十三郎（詩人）
- 勝承夫（詩人、元日本音楽著作権協会会長。元東洋大学理事長）
- 河西新太郎（詩人、作詞家）
- 長田恒雄（詩人、作詞家）
- 前川佐美雄（歌人）
- 高橋俊人（歌人）
- 坪野哲久（歌人）
- 永井陽子（歌人）
- 光栄堯夫（歌人、文芸評論家）
- 鴇田智哉（俳人、俳誌「雲」編集長）
- 鈴木太郎（俳人、俳誌「雲取」主宰）
- 澤好摩（俳人）
- 江田浩司（歌人、批評家）
- 大滝貞一（歌人）
- 野川隆（詩人）
- 能村研三（俳人、俳人協会理事長）
- 吉村睦人（歌人）
- 岩野喜久代（歌人、大東出版社代表）

### 芸術

#### 映画監督
- 五藤利弘（映画監督）
- 枝優花（映画監督）
- 米澤成美（映画監督、女優、演出家）

#### 脚本家
- 金子二郎（脚本家）
- 高屋敷英夫（脚本家）
- 龍居由佳里（脚本家）
- 野村祐一（脚本家）
- 矢島正雄（脚本家）
- 吉田喜昭（脚本家、絵本作家）
- 冨澤十万喜（脚本家、演出家）

#### 漫画家
- 玖保キリコ（漫画家）
- 根本敬（漫画家）
- 山科けいすけ（漫画家）
- 猫砂一平（漫画家）

#### 書家・書道家
- 米倉大謙（書道家、元群馬大学教授）
- 日向伯周（書家、松風閣書藝院理事長、駒沢女子大学講師、元東洋大学文学部講師）

#### その他
- 佐々木徳夫（昔話収集家）
- 澤西康史（翻訳家、瞑想家）
- 武田花（写真家）
- 重森三玲（造園家、庭園史研究家）
- バッキーMショーマ（ダンス振付家、フィットネストレーナー、ブーミング代表取締役CEO）
- 池田貴広（シルク・ドゥ・ソレイユBMXアーティスト、サイクレント代表取締役）
- 箱守惠輔（映像ディレクター）
- 山本公成（作曲家、即興演奏家）
- 三世山本東次郎則重（能楽師）
- 田村哲郎（舞踏家）

### 建築
- 井出共治（建築家）
- 水上哲也（建築家）
- 菅野龍（建築家）

### 芸能

#### 俳優
- 植木等（タレント、俳優、歌手）
- 笠智衆（俳優、中退）
- 西村まさ彦（俳優、中退）
- 中村勘九郎（歌舞伎俳優、中退）
- 嶋田久作（俳優）
- 粟津號（俳優）
- 加藤四朗（俳優）
- 高橋幸治（俳優）
- 高橋光臣（俳優）
- 遠山俊也（俳優）
- 小村裕次郎（俳優）
- 佐藤晟也（俳優）
- 柳亮（俳優）
- 品川隆二（俳優、作詞家、ナレーター）
- 斎藤志郎（俳優）
- 油井昌由樹（俳優）
- 國重直也（俳優）
- 針原滋（俳優）
- 藤原鉄苹（俳優）
- 森山貴文（俳優）
- 石垣守一（俳優）
- 大日方傳（舞台俳優）
- 左東広之（舞台俳優）
- 坂垣怜次（舞台俳優）
- 斉藤とも子（女優）
- 高橋ひろ子（女優）
- 沈潔（女優）
- 池谷のぶえ（女優）
- 藤田佳子（女優、東洋大学短期大学英文学科卒業）
- 宮崎真汐（元女優。現：スポーツライター）
- 船津未帆（女優）
- 田中なおみ（女優）
- 鈴木美香（女優、フリーアナウンサー）
- 風早ゆう希（舞台女優）
- 石井陽菜（女優）

#### タレント
- 入山七菜（タレント）
- いわなみりえ（タレント）
- 野口綾子（タレント、フリーアナウンサー）
- 黄鶴（タレント）
- 安中都（タレント、フリーアナウンサー）
- 岩井小百合（タレント、元アイドル、短期大学日本文学科卒業）
- 太組不二雄（競馬評論家、元俳優・タレント）
- 神太郎（タレント、レポーター）
- 上福ゆき（タレント、グラビアアイドル、プロレスラー）
- 桜井美春（タレント）
- 渡部由起子（タレント、モデル、レースクイーン）
- 山岡みどり（タレント、ファッションモデル、歌手）
- 高田文之（ローカルタレント、レポーター）

#### アイドル
- 楠木まゆ（元仮面女子・アリス十番メンバー）
- 望月琉叶（日本レコード大賞新人賞受賞演歌歌手、アイドル、グラビアアイドル、民族ハッピー組元メンバー）
- 辰巳雄大（ふぉ〜ゆ〜）

#### モデル
- 小森裕佳（モデル、写真家）
- 川辺優紀子（モデル、女優）
- 熊本薫（モデル）

#### お笑い芸人
- 若林正恭（お笑いコンビ「オードリー」）
- ねづっち（根津俊弘、元お笑いコンビ「Wコロン」）
- バービー（お笑いコンビ「フォーリンラブ」）
- 佐田正樹（お笑いコンビ「バッドボーイズ」）
- がんばれゆうすけ（お笑い芸人、タレント）
- フワちゃん（元お笑いコンビ「SF世紀宇宙の子」、YouTuber）
- 高岸宏行（お笑いコンビ「ティモンディ」）
- 〜2分59秒の人〜 月極現太（元タイタン所属）

#### 落語家
- 林家時蔵（落語家）
- 桂伸治（落語家、中退）
- 桂富丸（落語家、中退）
- 三遊亭萬窓（落語家）
- 入船亭扇蔵 (4代目)（落語家）
- 三遊亭鬼丸（落語家）
- 立川平林（落語家）
- 林家あんこ（落語家）
- 三遊亭吉馬（落語家）
- 三遊亭遊喜（落語家）
- 金原亭乃ゝ香（落語家）
- 春風亭傳枝（落語家）
- 柳亭市寿（落語家）
- 桂文字助（落語家）
- 古今亭佑輔（落語家）

#### ミュージシャン・歌手・音楽関連
- クボブリュ（ベーシスト「有頂天」メンバー）
- TK（ミュージシャン、ロックバンド『凛として時雨』）
- サンボマスター（ロックバンド）
- TOSHI-LOW（ミュージシャン）
- 成田雅嗣（シンガーソングライター）
- 長沢ヒロ（ベーシスト、作曲家）
- たいらいさお（歌手）
- 佐野よりこ（民謡歌手、ラジオパーソナリティ、リポーター、司会者）
- 藤井理央（キーボーディスト、編曲家、音楽プロデューサー）
- 菊村紀彦（作曲家、作詞家、音楽プロデューサー、東京シャンソン協会初代会長）
- 林ゆうき（作曲家、編曲家）
- 金海松（歌手、作曲家）
- 三輪一雄（歌手）

#### 声優・アニメーション関連
- 坂本真綾（声優、歌手）
- 茶風林（声優）
- 斎藤志郎（声優）
- 鈴木賢（声優）
- 真山亜子（声優）
- 小室正幸（声優、俳優）
- 松本忍（声優、舞台俳優）
- 角銅博之（アニメーション演出家）
- 澤井幸次（アニメーション演出家）
- ウシロシンジ（アニメーション演出家）

#### 放送作家・劇作家
- 鶴間政行（放送作家）
- 矢野了平（放送作家）
- 舘川範雄（放送作家）
- 安達元一（放送作家）
- 前川知大（劇作家、演出家。劇団「イキウメ」主宰）
- ブルー&スカイ（劇作家、演出家、放送作家、元演劇弁当猫ニャー主宰）

#### マスコミ
- 佐藤一（日本テレビ放送網情報エンタテインメント局チーフディレクター）

#### 評論家
- 秦秀雄（美術評論家、随筆家）
- 渡辺広明（流通アナリスト、流通ジャーナリスト）
- 石子順（漫画評論家、映画評論家、和光大学教授）
- 土方美雄（評論家、ラテンアメリカ研究家）

### ジャーナリズム
- 岡村二一（ジャーナリスト、新聞記者、東京タイムズ創立者）
- 岩瀬達哉（ジャーナリスト）
- 伊藤博敏（ジャーナリスト）
- 渋井哲也（ジャーナリスト）
- 李時穆（大韓民国のジャーナリスト、漢城日報論説委員、韓国国会議員）
- 段勲（フリーライター）
- 小林ゆき（モーターサイクルジャーナリスト）
- したらじゅん子（競輪インタビュアー・司会・評論）
- 石井安里（フリーライター、陸上競技関連）
- 山内太地（フリーライター、大学研究家）
- 石渡嶺司（フリーライター、大学ジャーナリスト）
- 植草信和（フリー編集者、キネマ旬報元編集長、太秦設立者、中退）
- 東香名子（コラムニスト、ライター）
- 豊崎由美（フリーライター、書評家）
- 明石昇二郎（ルポライター、ルポルタージュ研究所所長）
- 小田博子（作家、市民運動家、NPO市民健康ラボラトリー創立者）
- 菊池良（フリーライター）
- 坂口義弘（編集者、フリーライター、ルポルタージュ作家）
- 常光浩然（仏教ジャーナリスト、仏教タイムス社創設者）
- 降幡賢一（ジャーナリスト）
- 三上洋（ITジャーナリスト）
- 長谷川哲士（コピーライター）
- 伊藤直樹（編集者）

### アナウンサー
- 木村洋二（札幌テレビ放送）
- 工藤聖太（札幌テレビ放送）
- 津田禎（青森テレビ）
- 大塚富夫（IBC岩手放送）
- 和気徹児（秋田朝日放送）
- 小坂深和（山形テレビ）
- 田岡明（山形テレビ）
- 結城晃一郎（テレビユー山形）
- 大徳絵里（東北放送）
- 鈴木秀喜（新潟総合テレビ、元ラジオ福島）
- 高橋知幸（東海テレビ放送、元新潟放送）
- 大塚浩（新潟放送）
- 鏡田辰也（ラジオ福島）
- 小笠原亘（TBS）
- 倉敷保雄（フリーアナウンサー、元ラジオ福島）
- 武田肇（フリーアナウンサー、元RFラジオ日本）
- 鈴木美香（フリーアナウンサー）
- 井伊恭子（フリーアナウンサー）
- 古池常泰（フリーアナウンサー、元山形放送）
- 竹内靖夫（文化放送、定年退職したが現在も嘱託で番組に出演）
- 延友陽子（日本テレビ、現在は異動し社員として勤務）
- 真鍋由（テレビ朝日）
- 佐野幸穂（テレビ金沢）
- 五十嵐竜馬（読売テレビ）
- 神田康秋（テレビ新広島）
- 矢野寛樹（テレビ新広島）
- 鍋島昭茂（フリーアナウンサー、元山陽放送）
- 堀本直克（テレビ愛媛、元群馬テレビ）
- 五十嵐圭（高知さんさんテレビ、あいテレビを経て共同通信記者）
- 田久保尚英（テレビ西日本）
- 村山耕一（宮崎放送）
- 山下信（NHK）
- 堀江清市（NHK）
- 熊谷博之（東日本放送）
- 鎌田強（北海道放送）
- 安藤勲（山形放送）
- 松本卓也（青森放送）
- 岸波香桜（フリーアナウンサー、元さくらんぼテレビ）
- 安部遼（テレビユー福島）
- 木村雅子（フリーアナウンサー、元エフエム岩手）
- 木村さおり（フリーアナウンサー、元茨城放送）
- 齋藤裕一（フリーアナウンサー）
- 道祖土絵美（フリーアナウンサー）
- 板垣菜津美（フリーアナウンサー、元福井放送）
- 藤井響樹（テレビユー山形）
- 今田舞（山梨放送）
- 奥村奈央（三重テレビ放送）
- 中山夏実（フリーアナウンサー、元NHK鳥取放送局キャスター）

### スポーツ

#### 野球

##### プロ野球
- 会田照夫
- 市村則紀
- 乾真大
- 今岡真訪
- 岩舘学
- 上野大樹
- 梅津晃大
- 大野奨太
- 大野久
- 大場翔太
- 大廣翔治
- 緒方凌介
- 小川将俊
- 小田裕也
- 落合博満（中退）
- 小美濃武芳
- 上垣内誠
- 上野貴久
- 甲斐野央
- 上茶谷大河
- 川中基嗣
- 清田育宏
- 久保田智
- 小島脩平
- 小嶋正宣
- 近藤章仁（中退）
- 坂本一将
- 佐藤都志也
- 佐藤秀明
- 塩崎真（中退）
- 清水隆行
- 鈴木大地
- 関口伊織
- 達川光男
- 田中大輔
- 田中充
- 玉井信博
- 辻田摂（中退）
- 土肥寛昌
- 徳田吉成
- 永井怜
- 中川圭太
- 長崎慶一（教員免許修得のため引退後、二部に通学）
- 仁村徹
- 野木海翔
- 野村裕樹
- 林﨑遼
- 原樹理
- 桧山進次郎
- 藤井聖
- 福原忍
- 藤岡貴裕
- 前田忠節
- 前田康介
- 松沼博久
- 松沼雅之
- 三浦貴
- 宮寺勝利
- 村上頌樹
- 森浩之
- 山下徳人
- 和田孝志

##### 社会人野球
- 岡崎淳二（元鷺宮製作所選手、監督）
- 黒須隆（元日産自動車選手）
- 銭場一浩（東芝投手、コーチ）
- 鶴岡昌宏（元日産自動車選手）
- 中野滋樹（元JR九州選手）
- 内正英（元河合楽器・日本熱学選手）

##### その他野球関係者
- 杉本泰彦（東洋大学硬式野球部監督）
- 藤田明彦（東洋大学附属姫路高等学校硬式野球部監督）
- 高橋昭雄（元東洋大学硬式野球部監督）
- 谷口英規（上武大学硬式野球部監督・上武大学ビジネス情報学部スポーツ健康マネジメント学科教授）
- 福田治男（元桐生第一高等学校硬式野球部監督）
- 森士（浦和学院高等学校硬式野球部監督）
- 内藤雅人（聖隷学園高等学校野球部監督）
- 鷲谷亘（元プロ野球審判員）
- 山口敏弘（元三菱重工West硬式野球部監督）
- 若松茂樹（元広島商業高等学校野球部監督）

#### 柔道
- 伊志嶺朝秋（柔道家）
- 加藤雅晴（柔道家）
- 山本信明（柔道家）
- 朴英哲（柔道家、1976年モントリオールオリンピック中量級韓国代表 銅メダリスト）

#### 空手道
- 岩田万蔵（空手家）
- 尾方弘二（空手家）

#### 大相撲
- 玉乃島新（片男波部屋、中退）
- 玉ノ国光国（片男波部屋）
- 磋牙司洋之（入間川部屋）
- 華王錦武志（東関部屋）
- 木村山守（春日野部屋）
- 高見藤英希（東関部屋）
- 武誠山一成（武蔵川部屋）
- 御嶽海久司（出羽海部屋）
- 丹蔵隆浩（阿武松部屋）
- 若隆景渥（荒汐部屋）
- 朝乃若樹（高砂部屋）
- 朝志雄亮賀（高砂部屋）
- 東白龍雅士（玉ノ井部屋）
- 政風基嗣（尾車部屋）
- 深井拓斗（高砂部屋）

#### 陸上競技
- 池中康雄（元長距離走・マラソン選手。元マラソン世界記録保持者）
- 今村文男（元競歩選手。バルセロナオリンピック男子50キロメートル競歩日本代表、シドニーオリンピック男子50キロメートル競歩日本代表）
- 石川末廣（2016年リオデジャネイロ五輪マラソン男子代表）
- 北岡幸浩（元長距離走・マラソン選手。広州アジア競技大会銀メダリスト）
- 久保田満（元長距離走・マラソン選手。世界陸上選手権大阪大会男子マラソン日本代表、創価大学陸上競技部駅伝部ヘッドコーチ）
- 酒井俊幸（東洋大学陸上競技部長距離部門監督）
- 佐藤尚（東洋大学陸上競技部長距離部門コーチ・スカウト、元同監督、元同監督代行）
- 大西智也（元長距離走選手。指導者。第5回東アジア競技大会ハーフマラソン優勝）
- 北島寿典（2016年リオデジャネイロ五輪マラソン男子代表）
- 柏原竜二（元長距離走選手、金栗四三杯受賞3回）
- 設楽啓太（長距離走選手）
- 設楽悠太（長距離走選手、リオデジャネイロオリンピック日本代表、元マラソン日本記録保持者）
- 田口雅也（長距離走選手）
- 定方俊樹（長距離走選手）
- 髙久龍（長距離走選手）
- 服部勇馬（長距離走選手）
- 服部弾馬（中・長距離走選手）
- 松永大介（2016年リオデジャネイロオリンピック男子20km競歩7位）
- 桐生祥秀（短距離選手、リオデジャネイロオリンピック男子4×100mの銀メダリスト、100m日本歴代3位）
- ウォルシュ・ジュリアン（元短距離選手、リオデジャネイロオリンピック日本代表選手）
- 津波響樹（走幅跳選手）
- 奥沢善二（中距離走選手、1964年東京オリンピック男子3000メートル障害日本代表選手）
- 山本憲二（長距離走選手）
- 山本修二（元長距離走選手）
- 相澤晃（長距離走選手、東京オリンピック日本代表）
- 今西駿介（長距離走選手）
- 渡邉奏太（長距離走選手）
- 佐藤早也伽（長距離走選手）
- 延藤潤（長距離走選手、2020年世界ハーフマラソン選手権日本代表選手）
- 池田向希（20km競歩、東京2020オリンピック代表）
- 川野将虎（50km競歩、東京2020オリンピック代表）
- 口町亮（長距離走選手）
- 市川孝徳（元長距離走選手）
- 大西一輝（元長距離走選手）
- 宇野博之（元長距離走選手）
- 岩田豪（ランニングアドバイザー、元陸上競技選手）
- 上村和生（元長距離走選手）
- 大津顕杜（長距離走選手、中央発條陸上競技部所属）
- 日下佳祐（元長距離走選手）
- 小笹椋（長距離走選手、小森コーポレーション所属）
- 小早川健（長距離走選手）
- 五郎谷俊（元長距離走選手）
- 櫻岡駿（元長距離走選手）
- 鈴木久美江（元陸上競技選手、走高跳元日本記録保持者）
- 高橋尚弥（元長距離走選手）
- 竹下和輝（長距離走選手、自衛隊体育学校所属）
- 野村峻哉（元長距離走選手、安川電機所属、東洋大学陸上競技部第65代主将）
- 山本浩之（元長距離走選手）
- 堀龍彦（元中・長距離走選手）
- 宮本大輔（短距離走選手、全国高校総体 陸上競技男子100m 優勝（2連覇））
- 三浦信由（元中距離走選手）
- 若松儀裕（元長距離走選手）
- 鈴木碧斗（陸上競技選手、東京オリンピック男子マイルリレー日本代表）
- 田浦英理歌（長距離走選手）
- 中島佑気ジョセフ（短距離走選手、富士通所属）
- 西山和弥（長距離走選手、世界陸上ブダペスト男子マラソン日本代表）
- 𠮷川洋次（長距離走選手、ヤクルト所属）

#### 水泳
- 萩野公介（リオデジャネイロオリンピック400m個人メドレーの金メダリスト）
- 山口観弘（競泳選手、元200m平泳ぎ世界記録保持者）
- 内田美希（競泳選手、リオデジャネイロオリンピック日本代表選手）
- 大橋悠依（競泳選手、東京オリンピック200m・400m個人メドレーの金メダリスト）
- 青木玲緒樹（競泳選手）
- 花車優（競泳選手、2022年世界水泳選手権日本代表）
- 白井璃緒（競泳選手）
- 今井月（競泳選手、リオデジャネイロオリンピック日本代表選手）
- 酒井夏海（競泳選手、リオデジャネイロオリンピック日本代表選手）

#### レスリング
- 清水真理子（女子レスリング選手）
- 伊調千春（アマチュアレスリング選手。アテネオリンピック女子48kg級銀メダリスト、中退）
- 正田絢子（女子レスリング選手）
- 宮原優（女子レスリング選手）
- 平山紘一郎（アマチュアレスリング選手。1972年ミュンヘンオリンピックグレコローマン52kg級・銀メダリスト）
- 中尾芳広（総合格闘家、アマチュアレスリングフリースタイル選手）
- 宮原厚次（アマチュアレスリング選手。ロサンゼルスオリンピックグレコローマン52kg級・金メダリスト）
- 上林美穂（女子レスリング選手）
- 森山泰年（レスリング選手、全日本選手権で男子歴代最多となる14連覇）
- 鏡優翔（女子レスリング選手、パリオリンピック女子76kg級金メダリスト、紫綬褒章受章）

#### ボクシング
- 今永虎雅（プロボクサー、大橋ジム）
- 翁長吾央（プロボクサー、大橋ジム）
- 小原佳太（プロボクサー、第37代日本スーパーライト級王者、第36代OPBF東洋太平洋スーパーライト級王者、WBOアジア太平洋ウェルター級王者、三迫ジム）
- 久保隼（プロボクサー、第42代OPBF東洋太平洋スーパーバンタム級王者、元WBA世界スーパーバンタム級王者、真正ボクシングジム）
- 小浦翼（プロボクサー、第21代OPBF東洋太平洋ミニマム級王者、E&Jカシアスジム）
- 椎野大輝（プロボクサー、第43代OPBF東洋太平洋バンタム級王者、第23代WBCインターナショナルバンタム級王者、三迫ジム）
- 末吉大（プロボクサー、第47代日本スーパーフェザー級王者、帝拳ジム）
- 近藤明広（プロボクサー、第55代日本ライト級王者、WBOアジア太平洋スーパーライト級王者、日東ボクシングジム）
- 須佐勝明（アマチュアボクシング選手、2006・2010年アジア大会・銅メダリスト、ロンドンオリンピック日本代表、自衛隊体育学校ボクシング監督）
- 高橋竜平（プロボクサー、IBFパンパシフィックスーパーバンタム級王者、横浜光ジム）
- 堤駿斗（プロボクサー、2016年AIBA世界ユース選手権サンクトペテルブルク大会フライ級金メダリスト、志成ジム）
- 堤麗斗（アマチュアボクシング選手、2021年AIBA世界ユース選手権キェルツェ大会ライト級金メダリスト）
- 馬場龍成（プロボクサー、三迫ジム）
- 三浦数馬（ 東洋大学ボクシング部監督、元プロボクサー、第33代日本スーパーバンタム級王者、ドリームジム）
- 村田諒太（元東洋大学職員、プロボクサー、2011年世界ボクシング選手権大会ミドル級銀メダリスト、ロンドンオリンピックミドル級金メダリスト、WBA世界ミドル級王者、帝拳ジム）
- ユータ松尾（プロボクサー、ワールドスポーツボクシングジム所属）
- 木村蓮太朗（プロボクサー、駿河男児ボクシングジム所属）
- 金城隼平（プロボクサー、第6代日本バンタム級ユース王者、RE:BOOTボクシングジム所属）
- 福井勝也（プロボクサー、帝拳ボクシングジム所属）
- 堀池空希（プロボクサー、OPBF東洋太平洋シルバースーパーライト級王者、横浜光ジム）

#### プロレス
- 阿修羅・原（元プロレスラー）
- 島田裕二（格闘技レフェリー）
- 上福ゆき（女子プロレスラー、東京女子プロレス所属）
- 桐生真弥（女子プロレスラー、東京女子プロレス所属）
- 小松洋平（プロレスラー、新日本プロレス所属）
- 藤井克久（元プロレスラー、元総合格闘家、「V2 TOKYO」オーナー）
- 金光輝明（プロレスラー、元新日本プロレス所属）
- 山田太郎（プロレスラー、暗黒プロレス組織666所属）

#### 総合格闘技
- あい（総合格闘技選手）
- 安藤晃司（総合格闘家、総合格闘技ジムNEVERQUIT代表）
- 岡野裕城（総合格闘家、マッハ道場所属、修斗世界ライト級ランキング9位）
- 松嶋こよみ（総合格闘家、パンクラスイズム横浜所属、ONE世界フェザー級ランキング4位 / 中退）

#### サッカー
- 濱口和明（元読売クラブ選手、元サッカー審判員）
- 永井隆幸（サガン鳥栖コーチ・強化部長）
- 相樂亨（サッカー審判員、元FIFA国際副審、元プロフェッショナルレフェリー）
- 関隆倫（元コンサドーレ札幌選手）
- 川原達也（元ザスパ草津選手）
- 高部聖（元東京ヴェルディ1969選手）
- 岡田正義（元サッカー審判員）
- 杉浦大輔（北海道コンサドーレ札幌通訳兼コーチ）
- 小坂雄樹（ファジアーノ岡山FCコーチ）
- 若狭大志（元ベガルタ仙台選手）
- 新里彰平（元秋田FCカンビアーレ選手）
- 野崎桂太（元ザスパクサツ群馬選手）
- 藤井悠太（元ザスパクサツ群馬選手）
- 石川俊輝（大宮アルディージャ選手）
- 市川恵多（元FCティアモ枚方選手）
- 松本怜大（元モンテディオ山形選手）
- 馬渡和彰（松本山雅選手）
- 佐々木雅人（元MIOびわこ滋賀選手）
- 平石直人（元おこしやす京都AC選手）
- 浅沼優瑠（クリアソン新宿選手）
- 瀧澤修平（ジョイフル本田つくばFC選手）
- 遊馬将也（元ガイナーレ鳥取選手）
- 石坂元気（元ラインメール青森FC選手）
- 仙頭啓矢（町田ゼルビア選手）
- 浦上仁騎（大宮アルディージャ選手）
- 松本健太（柏レイソル選手）
- 市原亮太（FC今治選手）
- 坂元達裕（コヴェントリー・シティFC選手）
- 三田尚央（元YSCC横浜選手）
- 川森有真（元レイラック滋賀FC選手）
- 小池大喜（元FC徳島選手）
- 坪川潤之（SHIBUYA CITY FC選手）
- 平野淳（サッカーコーチ）
- 神山京右（カターレ富山選手）
- 大森大地（元シンガポールプレミアリーグ・アルビレックス新潟シンガポール選手）
- 板倉洸（レノファ山口選手）
- 横山塁（レノファ山口選手）
- 松崎快（清水エスパルス選手）
- 稲村隼翔（アルビレックス新潟選手）

#### 女子サッカー
- 船田麻友（女子サッカー選手、INAC神戸レオネッサ選手）
- 大内梨央（女子サッカー選手、AC長野パルセイロ・レディース選手）
- 稲山美優（女子サッカー選手、ジェフユナイテッド市原・千葉レディース選手）
- 今井佑香（女子サッカー選手、元大和シルフィード選手）
- 牛久保鈴子（女子サッカー選手、元ノジマステラ神奈川相模原選手）
- 門脇真依（女子サッカー選手、RBライプツィヒ（英語版）選手）
- 大島彩香（女子サッカー選手、岡山湯郷Belle選手）
- 岸みのり（女子サッカー選手、ちふれASエルフェン埼玉選手）
- 北川愛莉（女子サッカー選手、大宮アルディージャVENTUS選手）
- 北村美羽（女子サッカー選手、ジェフユナイテッド市原・千葉レディース選手）
- 久保真理子（女子サッカー選手、大宮アルディージャVENTUS選手）
- 塩谷瑠南（女子サッカー選手、岡山湯郷Belle選手）
- 澁澤光（女子サッカー選手、バニーズ群馬FCホワイトスター選手）
- 田嶋みのり（女子サッカー選手、元大宮アルディージャVENTUS選手）
- 常田菜那（女子サッカー選手、ノジマステラ神奈川相模原選手）
- 出耒村亜美（女子サッカー選手、元ノジマステラ神奈川相模原選手）
- 林みのり（女子サッカー選手、大宮アルディージャVENTUS選手）
- 藤生菜摘（女子サッカー選手、サンフレッチェ広島レジーナ選手）
- 松井彩乃（女子サッカー選手、ヴィアマテラス宮崎選手）

#### アイスホッケー
- 間野直樹（札幌アイスホッケークラブ選手）
- 成澤優太（王子イーグルス選手）
- 石川央（日本製紙クレインズ選手）
- 鈴木貴人（元アイスホッケー日本代表主将）
- 東克彦（元王子イーグルス選手）
- 酒井大輔（2012年アイスホッケー世界選手権日本代表）
- 佐藤大翔（日光アイスバックス選手）
- 任田大泰（元日本製紙クレインズ選手、釧路ベアーズヘッドコーチ）
- 古川駿（横浜GRITS選手）
- 阿部泰河（H.C.栃木日光アイスバックス選手）
- 石田陸（アルプス・ホッケー・リーグ　HCメラーノ選手）
- 中島照人（アルプス・ホッケー・リーグ　HCメラーノ選手）
- 木村俊太（レッドイーグルス北海道選手）
- 佐藤永基（レッドイーグルス北海道選手）
- 橋本寛太（東北フリーブレイズ選手）
- 人里茂樹（東北フリーブレイズ選手）
- 宮田大輔（H.C.栃木日光アイスバックス選手）

#### フィギュアスケート
- 田中衆史（フィギュアスケート選手、1998年長野オリンピックアイスダンス日本代表、現在はコーチ）
- 板井郁也（フィギュアスケート選手（男子シングル）、2010年 ジュニアグランプリシリーズ出場、2009年・2010年 全日本選手権出場）

#### ラグビー
- 福永昇三（東洋大学ラグビー部監督、元ラグビー選手、元三洋電機ワイルドナイツ所属）
- 樋澤泰二（ラグビー選手、クリーンファイターズ山梨）
- 石井勇輝（ラグビー選手、レッドハリケーンズ大阪）
- 小山内健（ラグビー選手、日野レッドドルフィンズ）
- 篭島優輝（ラグビー選手、日野レッドドルフィンズ）
- 清原祥（元ラグビー選手、元ヤマハ発動機ジュビロ所属）
- 高橋太一（ラグビー選手、三菱重工相模原ダイナボアーズ）
- 深澤翔祐（ラグビー選手、レッドハリケーンズ大阪）
- 山口泰雅（ラグビー選手、日野レッドドルフィンズ）
- 齋藤良明慈縁（ラグビー選手、静岡ブルーレヴズ）
- 土橋郁矢（ラグビー選手、レッドハリケーンズ大阪）
- 大内錬（ラグビー選手、マツダスカイアクティブズ広島）
- 葛見達哉（ラグビー選手、ルリーロ福岡）
- 石川槙人（ラグビー選手、埼玉パナソニックワイルドナイツ）
- 谷名樹（ラグビー選手、狭山セコムラガッツ）
- マタリキ・チャニングス（ラグビー選手、NECグリーンロケッツ東葛）
- モーリス・マークス（ラグビー選手、埼玉パナソニックワイルドナイツ）
- 吉岡義喜（ラグビー選手、静岡ブルーレヴズ）

#### バスケットボール
- 木村実（元プロバスケットボール選手）
- 田渡敏信（プロバスケットボール選手、東京サンレーヴス）
- ラシードファラーズ（プロバスケットボール選手、京都ハンナリーズ）
- 前田健滋朗（滋賀レイクスヘッドコーチ、元長崎ヴェルカヘッドコーチ、元トヨタ自動車アルバルクスカウティングコーチ）

#### 射撃
- 岩田聖子（射撃選手、2010年アジア競技大会代表、日立システムズ所属）
- 小山将太郎（射撃選手、ライフル射撃コーチ、J-MAGIC代表）

#### その他球技
- 杉崎大和（バレーボール選手）
- 五十嵐恭雄（フレスコボール選手、DJ、写真家）
- 斎藤伸明（アメリカンフットボール選手兼指導者）
- 新井規矩雄（プロゴルファー）

#### その他冬季競技
- 安藤麻（アルペンスキー選手）
- 斎藤幸子（スピードスケート選手、1968年グルノーブルオリンピック・1972年札幌オリンピック日本代表）

#### その他スポーツ
- 野口啓代（フリークライミング選手、東洋大学ライフデザイン学部健康スポーツ学科中退）
- 石井貴子（競輪選手）
- 市村俊和（武道家、合気道家）

### その他
- 本間祥白（鍼灸師）
- 峯岸照恭（紙芝居師）
- 金子正輝（競技麻雀のプロ雀士）
- 小材直由（玩具コレクター、美術商）

## 著名な教員・元教員

### 文学部
- 村上勝三（哲学者）
- 新田義弘（哲学者、名誉教授）
- 飯島宗享（哲学者）
- 桶谷秀昭（文学者、名誉教授）
- 金岡秀友（仏教学者、名誉教授）
- 佐藤康邦（哲学者）
- 河本英夫（哲学者）
- 山口一郎（哲学者）
- 渡辺照宏（仏教学者）
- 後藤明（イスラーム学者）
- 高木きよ子（宗教学者）
- 高木宏夫（宗教学者）
- 神田千里（歴史学者）
- 伊吹敦（仏教学者）
- 山田利明（道教学者）

### 経済学部
- 新田俊三（経済学者）
- 松原聡（経済学者）
- 中北徹（経済学者）
- 藤井信幸（経済学者）

### 経営学部
- 山崎清（経済学・経営学者）
- 涌田宏昭（経営学者）
- 疋田聰（経営学者）
- 西澤昭夫（経営学者、名誉教授）

### 法学部
- 水島廣雄（法学者、名誉教授）
- 坂田期雄（行政学者、名誉教授）
- 角田幸吉（法学者、元衆議院議員）
- 浅野裕司（法学者、名誉教授）
- 三谷忠之（法学者）
- 三田高三郎（法学者）
- 堀口亘（法学者）
- 加藤秀治郎（政治学者）
- 盛岡一夫（法学者）

### 社会学部
- 磯村英一（都市社会学者、学長）
- 大蔵雄之助（ジャーナリスト）
- 高橋統一（社会学者）
- 小林修一（社会学者）

### 国際学部
- 竹中平蔵（経済学者）
- 横江公美（国際政治学者）

### 国際観光学部
- 矢ヶ崎紀子 (観光学者)

### 理工学部
- 矢川元基（工学者）
- 山内康司（工学者）

### 情報連携学部
- 坂村健（コンピュータ科学者）

## 役員・関係者

### 総長
- 鮎川義介（東洋大学名誉総長、実業家、政治家。日産コンツェルン創始者、満州重工業開発総裁、貴族院議員、帝国石油社長、石油資源開発社長、参議院議員などを歴任。）
- 塩川正十郎（東洋大学総長、元東洋大学理事長、国民政治協会会長、自由国民会議代表、自民党総務会長（第1次橋本内閣時代）、元運輸大臣（第52代）、元文部大臣（第108代）、内閣官房長官（第50代）、自治大臣（第42代）、国家公安委員会委員長（第52代）、財務大臣（第2代）などを歴任）

### 理事長
- 福川伸次（東洋大学理事長、元通商産業省事務次官、電通顧問）

### 顧問
- ドナルド・キーン（東洋大学顧問・名誉博士、アメリカ系日本人の日本文学研究者、文芸評論家。コロンビア大学名誉教授）
- ハロルド・クロトー（東洋大学顧問・客員教授・名誉博士、イギリス人化学者、王立協会のフェロー、ノーベル化学賞受賞者）
- 菅野卓雄（東洋大学顧問、元東洋大学学長・理事長・工学部長、東京大学名誉教授、文化功労者）

### 名誉学長
- 大塚日現（獅子吼会会祖、終戦後の東洋大学を資金面で援助し、名誉学長の称号を贈られた）

### 名誉博士
- マハティール・ビン・モハマド（東洋大学名誉博士・APPI名誉アドバイザー、マレーシアの政治家、医師。マレーシア第4代首相）
- ジョン・E・ウォーカー（東洋大学名誉博士、東洋大学バイオ・ナノエレクトロニクス研究センター客員研究員、イギリス人化学者、ノーベル化学賞受賞者）

### 客員教授
- 森本敏（元東洋大学客員教授、防衛大臣、元自衛官・外交官、安全保障研究者（国際政治、安全保障論、軍備管理、防衛問題）。拓殖大学大学院教授・海外事情研究所所長、「新しい日本をつくる国民会議」（21世紀臨調）運営委員)
- 深谷隆司（元東洋大学大学院経済学研究科客員教授、政治家、自由民主党衆議院議員、郵政大臣（第52代）、自治大臣（第47代）・国家公安委員会委員長（第57代）、通商産業大臣（第64・65代）、自由民主党総務会長（第39代）等を歴任）
- 福嶋浩彦（元東洋大学大学院経済学研究科客員教授、政治家。消費者庁長官（第2代）、千葉県我孫子市長（3期）、我孫子市議会議員（3期）を歴任）

### その他関係者
- 勝海舟（哲学館に対して多くの寄付をする。哲学館の三恩人の一人）
- 加藤弘之（哲学館創立時の顧問。政治学者。哲学館の三恩人の一人）
- 清沢満之（哲学館創立時の講師。哲学者）
- 嘉納治五郎（哲学館創立時の講師。講道館柔道の創始者）
- 伊藤泰吉（川越市長、東洋大学工学部の川越誘致に尽力）